# Bupel
Bupel (russisch Бупел) ist ein Dorf (selo) in der Oblast Kursk in Russland. Es gehört zum Rajon Chomutowka und zur Landgemeinde (selskoje posselenije) Petrowski selsowjet.

## Geographie
Der Ort liegt gut 89 Kilometer Luftlinie westlich des Oblastverwaltungszentrums Kursk im südwestlichen Teil der Mittelrussischen Platte, 33,5 Kilometer südöstlich des Rajonverwaltungszentrums Chomutowka, 18,5 Kilometer vom Sitz des Dorfsowjet – Pody, 32,5 Kilometer von der Grenze zwischen Russland und der Ukraine, am Fluss Seim.

### Klima
Das Klima im Ort ist wie im Rest des Rajons kalt und gemäßigt. Es gibt während des Jahres eine erhebliche Niederschlagsmenge. Dfb lautet die Klassifikation des Klimas nach Köppen und Geiger.

## Bevölkerungsentwicklung
| Jahr | Einwohner |
| ---- | --------- |
| 2002 | 65        |
| 2010 | 20        |

Anmerkung: Volkszählungsdaten

## Verkehr
Bupel liegt 38 Kilometer von der Fernstraße föderaler Bedeutung M3 Ukraina (Moskau – Kaluga – Brjansk – Grenze zur Ukraine), 36 Kilometer von der Straße A 142 (Trosna – M3 Ukraina), 14 Kilometer von der Straße regionaler Bedeutung 38K-040 (Chomutowka – Rylsk – Gluschkowo – Tjotkino – Grenze zur Ukraine), 12 Kilometer von der Straße 38K-017 (Kursk – Lgow – Rylsk), 6,5 Kilometer von der Straße interkommunaler Bedeutung 38N-024 (Bogomolow – Kapystitschi – Grenze zum Rajon Rylsk), 3,5 Kilometer von der Straße 38N-022 (38N-024 – Lugowoje – Muchino) und 20,5 Kilometer von der nächsten Eisenbahnhaltestelle 387 km (Eisenbahnstrecke 322 km – Lgow-Kijewskij) entfernt.
Der Ort liegt 168 Kilometer vom internationalen Flughafen von Belgorod entfernt.